# Antikatholizismus

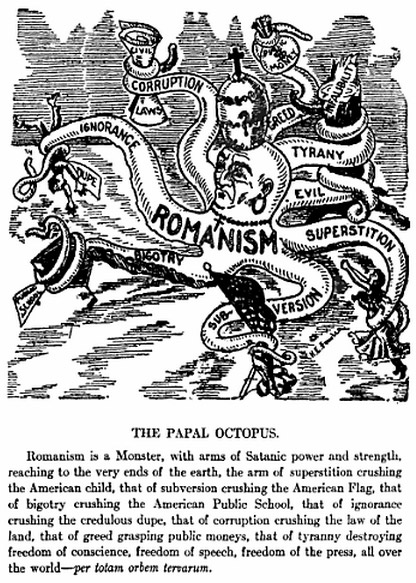
Antikatholische Karikatur des ehemaligen Priesters Jeremiah J. Crowley (1913)

Antikatholizismus bezeichnet eine feindselige Haltung gegenüber der katholischen Kirche und zum Teil gegenüber ihren Mitgliedern.

## Antikatholizismus im 19. Jahrhundert
Antikatholizismus kann als eine spezielle Ausformung des Antiklerikalismus verstanden werden. Historische Beispiele für das Auftreten von großen antikatholischen Bewegungen sind unter anderem der Kulturkampf in Deutschland und ähnliche Prozesse in anderen europäischen Ländern wie Italien, Belgien und der Schweiz, die Puritaner insbesondere nach der Exkommunikation von Elisabeth I. und die Know-Nothing Party in Amerika, deren Bestrebungen sich gegen katholische Zuwanderer aus Irland und Deutschland wandten. Auch der Ku-Klux-Klan positionierte sich im beginnenden 20. Jahrhundert zusehends antikatholisch und gewann damit in den frühen 1920er Jahren eine breite, weit über die Südstaaten hinausgehende Anhängerschaft.
Die Forschung sieht in den antikatholischen Kulturkämpfen Europas im ausgehenden 19. Jahrhundert auch eine Reaktion auf Ultramontanismus und die ablehnende Haltung des Vatikans gegenüber Aufklärung und Moderne.

## Antikatholizismus in Lateinamerika
Auch unter einigen evangelikalen Strömungen ist Antikatholizismus verbreitet, insbesondere jenen, die der Christian Right nahestehen. In Lateinamerika ist dies auch als Gegenbewegung zu der in der zweiten Hälfte des 20. Jahrhunderts aufkommenden Befreiungstheologie und den mit ihr sympathisierenden marxistischen Guerillas zu sehen. Die kurze Amtszeit von Efraín Ríos Montt in Guatemala, welcher unter dem Einfluss US-amerikanischer Fernsehprediger wie Jerry Falwell und Pat Robertson stand, war geprägt von religiösen Spannungen zwischen der fundamentalistisch-evangelikalen Führungselite um Efraín Montt und der katholischen Mehrheitsbevölkerung. Dies führte so weit, dass Mario Enrique Ríos Montt, katholischer Erzbischof und Bruder des Diktators, zwischenzeitlich ins Exil gehen musste.
Auch das Buch Evangelizing Africa des brasilianischen IURD-Missionars und ehemaligen Bürgermeisters von Rio de Janeiro, Marcelo Crivella, ist von einer Ablehnung des Katholizismus geprägt, welchen er unter anderem als „dämonisch“ bezeichnet. Die Sekte des Fernsehpredigers Edir Macedo war bereits 1995 in einen weltweit beachteten Zwischenfall verwickelt, als ein IURD-Pastor während einer Fernseh-Messe eine katholische Heiligenstatue zerstörte, deren Verehrung die IURD als blasphemisch ablehnt.
Einen weiteren Zwischenfall hab es in Brasilien im Sommer 2020, als Drogenbanden mehrere Stadtviertel in Rio de Janeiro für einige Tage unter ihre Kontrolle brachten und dort eine Art Gottesstaat unter der fundamentalistischen Ideologie der Pfingstbewegung errichteten. Dabei kam es zu Pogromen gegen als ungläubig betrachtete Katholiken und Anhänger der afrobrasilianischen Religionen.